# CSHVSM Kairat
Il CSHVSM-Kairat, nome usato dalla UEFA, o SShVSM-Kairat (russo: СШВСМ - Специализированная школа высшего спортивного мастерства, ovvero scuola specializzata in alto apprendimento sportivo) è una società calcistica femminile kazaka con sede nella città di Almaty.

## Titoli
- Campionato kazako: 3
  - 2009, 2010, 2012
- Coppa kazaka: 1
- 2009

## Risultati nelle competizioni UEFA
| Stagione | Competizione     | Fase                 | Avversario    | Risultato | Risultato | Risultato |
| Stagione | Competizione     | Fase                 | Avversario    | andata    | ritorno   | aggregato |
| -------- | ---------------- | -------------------- | ------------- | --------- | --------- | --------- |
| 2010-11  | Champions League | sedicesimi di finale | 2001 Duisburg | 0-5       | 0-6       | 0-11      |
| 2011-12  | Champions League | sedicesimi di finale | Neulengbach   | 2-1       | 0-5       | 2-6       |
| 2013-14  | Champions League | sedicesimi di finale | Arsenal       | 1-7       | 1-11      | 2-18      |

## Rosa 2013
| N. |                        | Ruolo | Calciatore            |
| -- | ---------------------- | ----- | --------------------- |
| 1  | Kazakistan (bandiera)  | P     | Oksana Zheleznyak     |
| 5  | Bielorussia (bandiera) | D     | Oksana Shpak          |
| 7  | Kazakistan (bandiera)  | C     | Natalia Ivanova       |
| 9  | Kazakistan (bandiera)  | D     | Yekaterina Krasyukova |
| 10 | Kazakistan (bandiera)  | A     | Mariya Yalova         |
| 11 | Kazakistan (bandiera)  | A     | Veronika Maksimenko   |
| 12 | Kazakistan (bandiera)  | D     | Ramina Mamedova       |
| 13 | Bielorussia (bandiera) | C     | Olga Aniskovtseva     |
| 14 | Kazakistan (bandiera)  | D     | Marina Volkova        |

| N. |                       | Ruolo | Calciatore                       |
| -- | --------------------- | ----- | -------------------------------- |
| 15 | Kazakistan (bandiera) | D     | Aigerim Aimkulova                |
| 17 | Kazakistan (bandiera) | A     | Irina Birvagen                   |
| 18 | Kazakistan (bandiera) | C     | Aigerim Alimbozova               |
| 20 | Kazakistan (bandiera) | D     | Ekaterina Yalova                 |
| 21 | Kazakistan (bandiera) | D     | Syuzanna Kornetsova              |
| 23 | Kazakistan (bandiera) | C     | Yekaterina Babshuk               |
| 28 | Nigeria (bandiera)    | C     | Ifeanyichukwu Stephanie Chiejine |
| 89 | Uzbekistan (bandiera) | A     | Makhliyo Sarikova                |
| 90 | Camerun (bandiera)    | C     | Edoa Francine Estelle Zuoga      |

## Collegamenti
- Official website, su wfc-kairat.kz. URL consultato il 26 luglio 2011 (archiviato dall'url originale il 28 marzo 2012).
- Club at UEFA.com, su uefa.com.